# Albumin

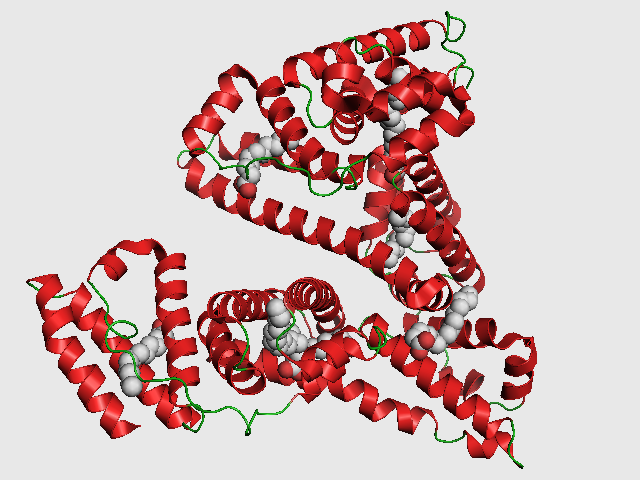
Lidský albumin, nesoucí šest molekul kyseliny palmitové

Albumin je jeden z proteinů krevní plazmy, tvoří 60 % všech plazmatických bílkovin. Kromě krve se vyskytuje také v dalších tělních tekutinách, jako je tkáňový a mozkomíšní mok. Je důležitý hlavně při transportu různých látek krví (mastné kyseliny, minerály, léky) a pomáhá udržet stálé vnitřní prostředí organismu.

## Struktura
Albumin je globulární protein elipsoidního tvaru, tvořený jediným polypeptidovým řetězcem o 585 aminokyselinách. Obsahuje 17 disulfidových můstků a působením proteáz se štěpí na tři domény s rozdílnými funkcemi. Molekulová hmotnost albuminu je 67 kDa.
Albumin na rozdíl od ostatních plazmatických proteinů není glykoproteinem.

## Syntéza a výskyt v organismu
Albumin je, podobně jako většina proteinů krevní plazmy, syntetizován v játrech. Ty produkují za den asi 12 g albuminu, což je 50% proteinů vylučovaných játry a čtvrtina celkových proteinů v játrech tvořených. Proto se jakákoliv porucha schopnosti jater syntetizovat proteiny projeví sníženým množstvím albuminu.
Zhruba 42% celkového tělního albuminu se nachází v plazmě, zbytek je ve tkáních, hlavně v podkoží a ve svalech. Nepatrné množství (120–300 mg/l) proniká přes hematoencefalickou bariéru do mozkomíšního moku. Směnitelný pool albuminu (= tzn. množství ihned dostupného albuminu v organismu) je asi 3,5 – 5,0 g/kg.
Biologický poločas albuminu je asi 20 dní, poté je odbouráván, hlavně endoteliemi (buňkami tvořící výstelku) krevních kapilár. Malé množství albuminu proniká do moči, ztrácí se také difúzí do trávicí trubice.

### Hypoalbuminemie
Hypoalbuminemie, tedy snížená koncentrace albuminu, může být způsobena poklesem syntézy v játrech, třeba při proteinové podvýživě nebo při onemocněních jater, jako je jaterní cirhóza. Množství albuminu klesá také při zvýšené ztrátě proteinů (močí při nefritidách, přes trávicí trakt při exsudativních enteropatiích, jako jsou záněty střev nebo celiakie).
Pokles koncentrace albuminu může být příznakem zánětů, akutních stavů nebo nádorů – je totiž negativním reaktantem akutní fáze, ale vzhledem k dlouhému biologickému poločasu se snížení syntézy projeví až později. Zánět nebo nádor mohou vést také ke zvýšenému katabolismu albuminu.
Vzácně se vyskytuje analbuminemie, defekt syntézy albuminu. Pacienti mají v plazmě jen velmi malé množství (až 2 g/l, max. 10 % normálních hodnot). Kupodivu jsou pacienti většinou klinicky zdraví.

### Hyperalbuminemie
Opačný stav – hyperalbuminemie, kdy je koncentrace albuminu naopak vyšší, je většinou způsoben dehydratací, kdy dojde ke snížení objemu vody v plazmě a albuminu je pak relativně více.

## Funkce

### Koloidní osmotický tlak = onkotický tlak
Protože albumin je relativně malý protein a je v krevní plazmě ve velké koncentraci (35–53 g/l), představuje 75–80 % onkotického tlaku lidské plazmy. To je důležité v arteriální části krevního oběhu, kdy je hydrostatický tlak uvnitř cév větší než hydrostatický tlak ve tkáních. Koloidní osmotický tlak generovaný albuminem a dalšími plazmatickými proteiny zabraňuje nadměrnému průniku tekutiny do tkání. Při nedostatečné syntéze proteinů se objevují otoky.

### Transport volných mastných kyselin
Volné mastné kyseliny jsou, navzdory svému jménu, v plazmě přenášené navázané na albumin. Albumin má pro mastné kyseliny několik vazebných míst o různé afinitě, pevnost závisí na délce acylového řetězce.

### Transport bilirubinu
Protože bilirubin je špatně rozpustný v krevní plazmě, přenáší se navázaný na albumin. Albumin má dvě vazebná místa pro bilirubin, jedno s vysokou a druhé s nízkou afinitou. Ve 100 ml plazmy může být asi 25 mg bilirubinu vázáno v místech s vysokou afinitou, ostatní bilirubin je vázán snadno, může se uvolňovat a difundovat do tkání.

### Transport mědi
Přestože albumin přenáší asi jenom 10 % celkového množství mědi obsažené v krevní plazmě, zdá se, že je při transportu mědi důležitější než ceruloplazmin, protein specializovaný k přenosu mědi. Ten totiž váže měď velmi pevně, na rozdíl od albuminu, který tak snáze předává měď tkáním.

### Transport zinku
- 65 % z celkové plazmatické koncentrace Zn2+

### Transport vápníku
- 46 % z celkové plazmatické koncentrace Ca2+

### Transport hořčíku
- 33 % z celkové plazmatické koncentrace Mg2+

### Transport léků a xenobiotik
Na albumin se váže mnoho léků, antibiotika, sulfonamidy, aspirin nebo dikumarol. Některé soutěží s bilirubinem o vazebné místo s vyšší afinitou.

### Transport hormonů
Hormony štítné žlázy, trijodthyronin a thyroxin, a steroidní hormony jsou transportovány pomocí albuminu.

## Využití v medicíně
Albumin se používá jako koloidní roztok při léčbě hypovolémie při ztrátách krevního objemu nebo při popáleninách a šokových stavech.
V biochemii je používá jako rozpouštědlo při ELISA testech.